# Szymon Budny

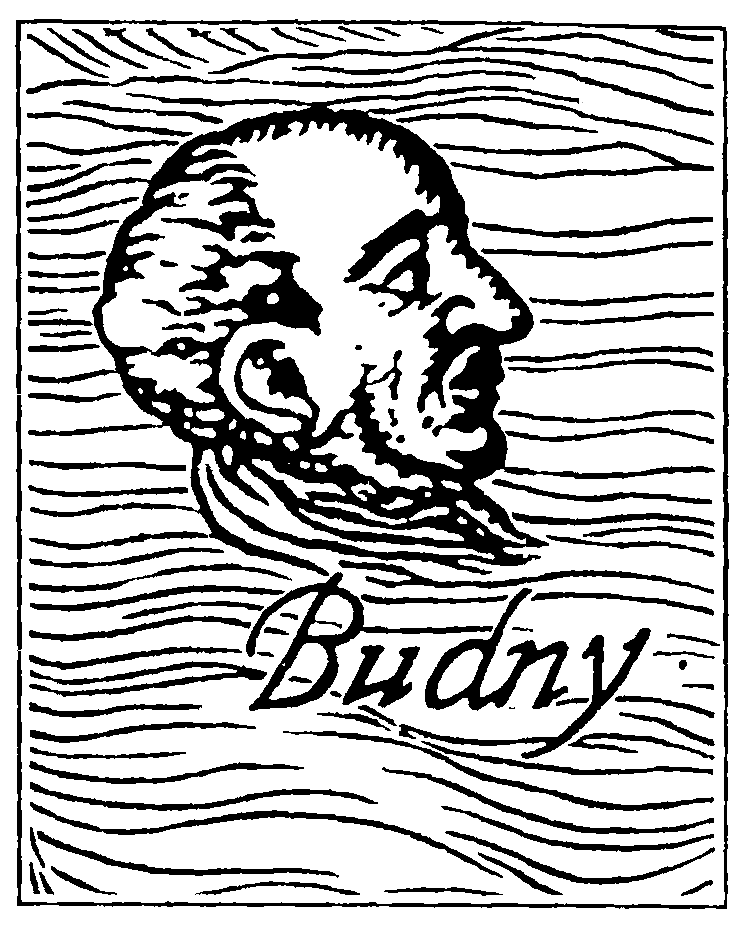
Szymon Budny.

Szymon Budny, född 1530 i Budne, Podlasien, död 13 januari 1593 i Wiszniów, var en polsk-vitrysk präst och översättare. 
Efter studier i Kraków blev Budny en varm anhängare av reformationen och fick en prästerlig anställning hos furst Mikołaj Czarny Radziwiłł, vojvod av Vilna. Under denna tid översatte han hela Bibeln till polska (tryckt 1570 och 1572), men lämnade snart kalvinismen och började predika socinianska läror. Under skydd av Jan Kiszka, starost i Samogitien och Litauen, stiftade Budny en sekt, som kallades den "halvjudiska" eller ebionitiska. 
Motståndarna klandrade Budny särskilt för hans godtyckliga förkortningar av de evangeliska texterna i en riktning, som gick ut på att bevisa, att Kristus icke blott icke var gud, utan över huvud saknade alla mystisk-gudomliga egenskaper. På grund av sin lärdom, skarpsinnighet och varma frimodighet fick Budny många anhängare i hela Polen. Då han på ett kyrkomöte 1582 förbjöds att utöva det prästerliga kallet, drog han sig frivilligt tillbaka. Hans skrifter är numera mycket sällsynta, enär hans protestantiska böcker förstördes av katolikerna.